# 864

864(팔백육십사)는 863보다 크고 865보다 작은 자연수다.

## 수학
- 합성수로, 그 약수는 총 24개다. (1, 2, 3, 4, 6, 8, 9, 12, 16, 18, 24, 27, 32, 36, 48, 54, 72, 96, 108, 144, 216, 288, 432, 864)
  - 864의 진약수의 합은 1656이므로, 864는 과잉수다.
- 11번째 아킬레스 수다. 앞의 아킬레스 수는 800, 다음은 968이다.
- {\displaystyle 864=247+287+330}
  - 연속하는 세 오각수의 합으로 나타낼 수 있는 수다. 이 성질을 지닌 앞의 수는 744, 다음 수는 993이다.
- {\displaystyle 864=131+137+139+149+151+157}
  - 연속하는 소수(素數) 6개의 합으로 나타낼 수 있는 수다. 이 성질을 지닌 앞의 수는 834, 다음 수는 896이다.
- {\displaystyle 864=8^{2}+12^{2}+16^{2}+20^{2}}
  - 공차가 4인 네 자연수의 제곱합으로 나타낼 수 있는 수다. 이 성질을 지닌 앞의 수는 756, 다음 수는 980이다.
  - 연속하는 4개의 {\displaystyle 4n}({\displaystyle n}은 자연수)의 제곱합으로 나타낼 수 있는 수다. 이 성질을 지닌 앞의 수는 480, 다음 수는 1376이다.
- {\displaystyle 55^{4}-1}은 864로 나누어떨어진다.

## 과학
- NGC 864(영어판): 고래자리 방향에 있는 중간나선은하.
- 1일 = 24시간 = 1440분 = 86400초

## 교통
- 아우토반 864호선(영어판, 독일어판): 바트뒤르하임(영어판, 독일어판) 내를 관통하는 독일의 고속도로.
- 864번 홋카이도도(일본어판)

## 군사
- U-864(영어판, 독일어판): 제2차 세계 대전에 사용된 나치 독일의 군용 잠수함.

## 문화유산
- 대한민국의 보물 제864호: 금고 (해제)[a]

## 방송
- AM 864kHz: KBS 제1라디오 경포 송신소의 주파수.

## 기타
- 연도: 864년, 기원전 864년